# Chris Eagles
Christopher Mark "Chris" Eagles (Hemel Hempstead, 1985. november 19.) angol labdarúgó, kedvelt posztja a szélső középpályás. Jelenleg a Bolton Wanderers csapatában játszik az angol Championshipben. A Manchester Unitednél kezdte profi pályafutását, de a kezdőbe nem sikerült magát beverekednie, így többnyire kölcsönben játszott alacsonyabb osztályú csapatokban.

## Pályafutása

### Kezdetek
Eagles a Watfordban kezdte junior pályafutását, majd 14 éves korában figyelt fel rá a Manchester United játékosmegfigyelője, Danny Webber, így a kis Chris aláírhatott az MU akadémiájára.

### Manchester United FC
A United nagycsapatában 2003. október 28-án mutatkozhatott be, amikor csereként beállt Kieran Richardson helyére egy Leeds United elleni Ligakupa-meccsen. Abban a szezonban még egy Ligakupa-találkozón pályára lépett a West Bromwich Albion ellen.
A következő éveket főként kölcsönben töltötte, kétszer megfordult a Watfordban és egyszer-egyszer a Sheffield Wednesdayben valamint a N.E.C.-ben.
2007. április 28-án debütált a Premier League-ben és gólt is lőtt az Everton elleni 4-2-es győzelem során.

### Burnley FC
2008. július 29-én három évre írt alá a Championshipben szereplő Burnley csapatához. Az átigazolási díjat nem hozták nyilvánosságra. Szeptember 27-én, a Preston North End ellen megszerezte első gólját új csapata színeiben. Edzője, Owen Coyle ezt nyilatkozta Eaglesről, mikor a Burnleyhez került: "Csatárként is tud játszani, a csatárok mögött, szélsőként vagy akár a középpályán is. Váratlan megoldásaival őrületbe kergeti ellenfeleit, rendkívül tehetséges labdarúgó, és azért dolgozunk, hogy ebből a fiatal játékosból igazi minőségi labdarúgó váljon."
A fiatal labdarúgónak nem kellett sokat várnia, hogy újból a legmagasabb szinten játsszon, mivel a Burnleyvel 2009-ben feljutott a Premier League-be, így a Manchester United után újabb első osztályú alakulatban mutathatta meg képességeit.